# Thera caeca
Thera caeca är en fjärilsart som beskrevs av Ludwig Osthelder 1924. Thera caeca ingår i släktet Thera och familjen mätare. Inga underarter finns listade i Catalogue of Life.